# Riella parisii
Riella parisii là một loài rêu trong họ Riellaceae. Loài này được Gottsche mô tả khoa học đầu tiên.